# Daria Gaiazova
Daria Gaiazova, född 24 december 1983 i Pusjtjino i dåvarande Sovjetunionen, är en  kanadensisk före detta  längdskidåkare. Hon tävlade tidigare för Ryssland men från säsongen 2002/03 för Kanada.
Gaiazova har flera guldmedaljer från kanadensiska mästerskapen. Hon deltog i olympiska vinterspelen 2010 och 2014.